# Chatanbaatar Magsardschaw

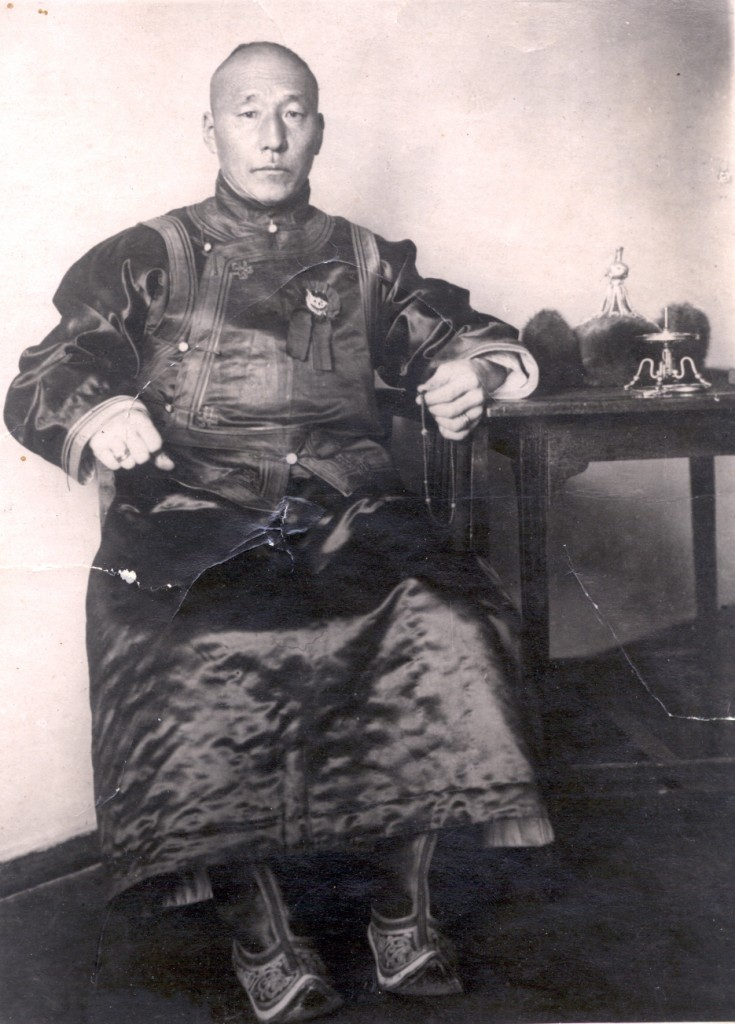
Chatanbaatar Magsardschaw

Chatanbaatar Magsardschaw (mongolisch Хатанбаатар Магсаржав, „Fester Held“ Magsardschaw oder Сандагдоржийн Магсаржав, Sandagdordschiin Magsardschaw; * 1878; † 3. September 1927 in Bulgan, Mongolische Volksrepublik) war ein General im Kampf der Mongolei um die Unabhängigkeit und 1921 einige Monate lang mongolischer Premierminister. 1924 erhielt er den zusätzlichen Ehrentitel Ardyn Chatanbaatar Magsardschaw (mongolisch Ардын Хатанбаатар Магсаржав, Fester Held des Volkes Magsardschaw).
Magsardschaw unterstützte die Autonomiebewegung in der Mongolei nach der chinesischen Revolution 1912. Als Titularherzog war er in diesem Jahr Generalleutnant des Vizemilitärgouverneurs von Kobdo, P’u-jun, der sich gegen die Unabhängigkeit der Mongolei stellte. Er verweigerte den Abzug aus Kobdo, auch nachdem ihm Magsardschaw ein Schreiben der mongolischen Regierung aus Urga übermittelt hatte, in welchem diese ihn hierzu aufforderte. Magsardschaw wollte den Konflikt zunächst gewaltfrei lösen. Aber nachdem er von einem geplanten Anschlag auf ihn erfahren hatte, begab er sich heimlich nach Urga. Gemeinsam mit Dschamtsangiin Damdinsüren wurde er im Mai 1912 „Würdenträger zur Befriedung der Westgrenze“ und zog mit Armeekontingenten nach Kobdo. Dieses nahmen sie im August 1912 ein, nach Kämpfen gegen ein chinesisches Heer, das aus Xinjiang herangezogen war, und langer Belagerung der Stadt. Nach der Biographie des Politikers Chorloogiin Tschoibalsan soll Magsardschaw während dieser Belagerung die mongolische Standarte mit dem Herzen eines Feindes geweiht haben. Als Belohnung für seine Tätigkeiten während des Kampfes um Kobdo erhielt Magsardschaw den Titel Qatan Bayatur und wurde Herzog, stellvertretender Innenminister sowie Zeremonienmeister.
Im Jahr 1915 verteidigte er die mongolische Südgrenze gegen chinesische Eindringlinge.
1917 war er in Kampfhandlungen bei Chalchin Gol involviert.
In den Jahren 1919 und 1920 war in den Bau eines Klosters in seinem Khoshuu involviert. Nach dem erneuten Einmarsch der Chinesen 1919 wurde Magsardschaw 1920 verhaftet.
Während des Feldzuges des Barons von Ungern-Sternberg wurde Magsardschaw befreit. Magsardschaw spielte eine Rolle bei dem Sieg über die Truppen des Barons von Ungern-Sternberg.
1922 erhielt er – gemeinsam mit Chorloogiin Tschoibalsan –  einen sowjetischen Orden für heldenhafte Taten im Kampf gegen die Weißen, die "Feinde des mongolischen und des sowjetischen Volkes".
Im Mai 1922 wurde eine Kommission unter Chatanbaatar Magsardschaws etabliert, welche eine neue Verfassung ausarbeitete.
Von 1922 bis 1927 amtierte er als Verteidigungsminister der Mongolischen Volksrepublik. Im Januar 1923 verhinderte er einen royalistischen Komplott zur Wiedereinführung der Monarchie in der Mongolei. 1924 wurde er Kandidat des Zentralkomitees der Mongolischen Revolutionären Volkspartei und 1925 Mitglied.
1924 leitete Magsardschaw eine mongolische Delegation nach Kysyl und verhandelte dort mit sowjetrussischen und tuwinische Vertretern über eine Eingliederung der Volksrepublik Tannu-Tuwa in die Mongolei. Die Verhandlungen verliefen ergebnislos.
Chatanbaatar Magsardschaw starb 1927 in Bulgan. Dort wurde ein Mausoleum für ihn errichtet.